# Arnium sudermanniae
Arnium sudermanniae är en svampart som beskrevs av N. Lundq. 1972. Arnium sudermanniae ingår i släktet Arnium och familjen Lasiosphaeriaceae.  Arten är reproducerande i Sverige. Inga underarter finns listade i Catalogue of Life.